# ستيف هاو
ستيف هاو (بالإنجليزية: Steve Howe)‏ هو لاعب كرة قاعدة أمريكي، ولد في 10 مارس 1958 في ميشيغان في الولايات المتحدة، وتوفي في 28 أبريل 2006 في كواتشيلا في الولايات المتحدة بسبب حادث مرور.

## وصلات خارجية
- ستيف هاو على موقعبيزبول رفرنس.كوم (الدوري الرئيسي) (الإنجليزية)
- ستيف هاو على موقعبيزبول رفرنس.كوم (الدوري الثانوي) (الإنجليزية)
- ستيف هاو على موقع مشجعي الرسوم البيانية (الإنجليزية)
- ستيف هاو على موقع إن إن دي بي (الإنجليزية)